# Dr. John
Malcolm John „Mac“ Rebennack, Jr. (21. listopadu 1940, New Orleans, Louisiana, USA – 6. června 2019, New Orleans, Louisiana, USA) více známý pod jménem Dr. John (nebo Dr. John Creaux) byl americký zpěvák, skladatel, pianista a kytarista, jehož hudba kombinovala blues, pop, jazz, zydeco, boogie woogie a rock and roll.

## Diskografie
- Gris-Gris (1968) (Atco, SD 33-234)
- Babylon (1969)
- Remedies (1970) (Atco, SD 33-316)
- The Sun, Moon & Herbs (1971) (Atco, SD 33-362)
- Gumbo (1972)
- In the Right Place (1973) (Atco, SD 7018)
- Desitively Bonnaroo (1974) (Atco, SD 7043)
- Hollywood Be Thy Name (1975) (UA-LA552G)
- City Lights (1978)
- Tango Palace (1979) (Horizon, SP-740)
- Dr. John Plays Mac Rebennack Vol. 1 (1981)
- Dr. John Plays Mac Rebennack Vol. 2 (The Brightest Smile in Town) (1983)
- In a Sentimental Mood (1989)
- Goin' Back to New Orleans (1992)
- Television (1994)
- Afterglow (1995)
- Trippin Live
- Anutha Zone (1998)
- Duke Elegant (2000)
- Creole Moon (2001)
- N'Awlinz: Dis Dat or d'Udda (2004)
- Sippiana Hericane (2005)
- Mercernary (2006) (Blue Note 54541)
- The City That Care Forgot (2008)
- Tribal (2010)
- Locked Down (2012)
- Ske-Dat-De-Dat: The Spirit of Satch (2014)